# Stanisław Skokowski

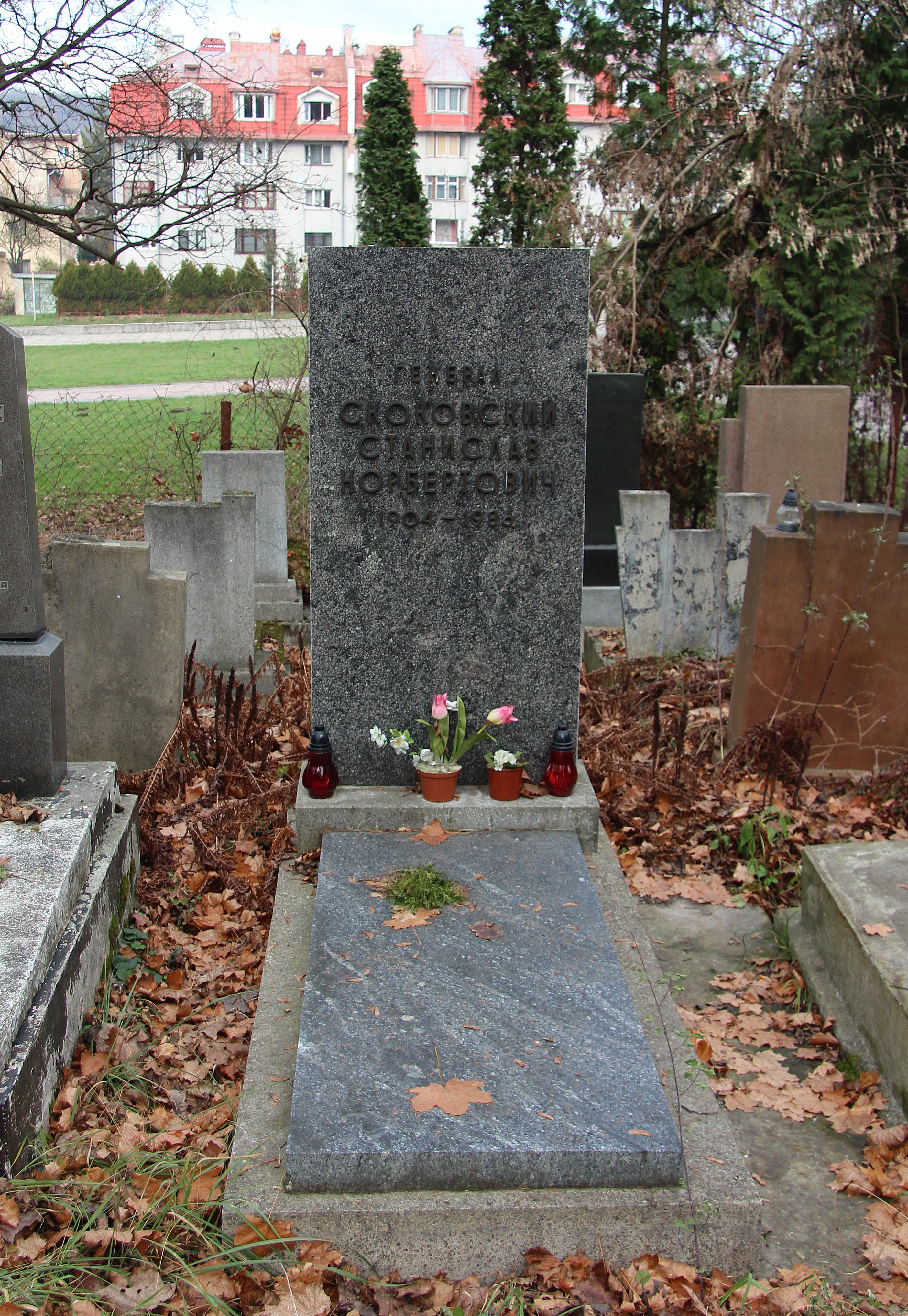
Grób Stanisława Skokowskiego

Stanisław Skokowski (ur. 30 czerwca 1904 w Wilnie, zm. po 1980 prawdopodobnie we Lwowie) – generał brygady ludowego WP.

## Życiorys
Syn konduktora na rosyjskich kolejach Norberta i Klotyldy z Bartoszewiczów, ukończył polskie gimnazjum w Witebsku i podjął studia w Wyższym Instytucie Technicznym w Moskwie. W 1924 powołany do służby w Armii Czerwonej, w 1928 ukończył Szkołę Dowódców Artylerii (Szkołę Czerwonych Komunardów) w Moskwie, po czym został dowódcą plutonu ogniowego haubic w 27 Pułku Artylerii Lekkiej Białoruskiego Okręgu Wojskowego. Od 1930 dowódca plutonu szkolnego i dowódca baterii sztabowej, od 1922 dowódca baterii haubic 122 mm, od 1933 dowódca baterii szkolnej 2 pułku artylerii lekkiej 1 Armii Dalekiego Wschodu, od 1934 dowódca dywizjonu, od 1935 szef sztabu 2 pal, w 1936 skończył kursy uzupełniające dla oficerów artylerii przy dowództwie Dalekowschodniego Okręgu Wojskowego. Od 1936 dowódca 915 pal 61 Armii, w 1938 na fali wielkich czystek w stopniu podpułkownika zwolniony ze służby i przeniesiony do rezerwy z powodu polskiego pochodzenia. Po ataku Niemiec na ZSRR w czerwcu 1941 zmobilizowany, wyznaczony dowódcą artylerii 346 Dywizji Piechoty 61 Armii Frontu Zachodniego, 28 czerwca 1941 podczas walk odwrotowych ranny pod Orszą, potem kontuzjowany pod Mińskiem. 1 czerwca 1942 awansowany na pułkownika, walczył na Froncie Briańskim, następnie Froncie Stalingradzkim, był krótko dowódcą dywizji piechoty 5 Armii Pancernej podczas bitwy pod Stalingradem, w której w styczniu 1943 został ciężko ranny i odesłany na leczenie do Tambowa, później do Moskwy. Od października 1943 szef wyszkolenia bojowego Kijowskiego Okręgu Wojskowego, od stycznia 1944 szef wyszkolenia bojowego Moskiewskiego Centrum Artylerii.
9 sierpnia 1944, skierowany do służby w Wojsku Polskim, został dowódcą 3 Brygady Artylerii Haubic, brał udział m.in. w szturmie Kołobrzegu, 31 marca 1945 został dowódcą 5 Dywizji Artylerii organizowanej w Łowiczu (do 25 września 1945). Uchwałą Prezydium KRN z 30 kwietnia 1945 otrzymał stopień generała brygady od 3 maja 1945. Od 13 września do 25 listopada 1945 dowódca 13 Warszawskiej Brygady Artylerii, później dowódca artylerii Okręgu Wojskowego nr III w Poznaniu, 12 grudnia 1946 zakończył służbę w WP i wrócił do ZSRR. Dalszy przebieg jego służby w Armii Czerwonej nie jest znany. Mieszkał we Lwowie, gdzie prawdopodobnie zmarł.
Miał starszego brata Władysława, który zginął w obronie Leningradu, i młodszego Leona, oficera Armii Czerwonej i WP.

## Odznaczenia
- Krzyż Srebrny Virtuti Militari (1945)
- Order Krzyża Grunwaldu III klasy (1945)
- Krzyż Oficerski Orderu Odrodzenia Polski (1945)
- Złoty Krzyż Zasługi (1946)
- Medal za Odrę, Nysę, Bałtyk
- Order Czerwonego Sztandaru (trzykrotnie, w tym 1943 i 1944)
- Order Kutuzowa II klasy
- Order Wojny Ojczyźnianej II klasy
- Medal „Za obronę Moskwy”
- Medal „Za wyzwolenie Warszawy”
- Medal „Za obronę Stalingradu” (1943)
- Medal „Za zwycięstwo nad Niemcami w Wielkiej Wojnie Ojczyźnianej 1941–1945”